# Bitwa pod Carthage
Bitwa pod Carthage miała miejsce 5 lipca 1861 roku na terenie obecnego hrabstwa Jasper w stanie Missouri. Przez niektórych uważana jest za pierwszą znaczącą bitwę lądową wojny secesyjnej. Starcie zakończyło się zwycięstwem sympatyzującej ze Skonfederowanymi Stanami Ameryki gwardii stanu Missouri. Mimo że militarne znaczenie bitwy było niewielkie, frakcje popierające Konfederację w Missouri wykorzystały zwycięstwo w celach propagandowych.

## Przebieg bitwy
Generał Nathaniel Lyon podążył za gubernatorem stanu Missouri Claibornem Jacksonem i podlegającymi mu oddziałami gwardii stanowej w sile około czterech tysięcy żołnierzy najpierw do stolicy stanu, Jefferson City, a następnie pokonał je w bitwie pod Boonville. Jednocześnie pułkownik Franz Sigel wraz z dowodzonym przez siebie brygadą w sile około tysiąca żołnierzy wkroczyli do południowo-zachodniego Missouri w poszukiwaniu gubernatora Jacksona i lojalnych mu jednostek walczących po stronie Konfederacji.
Dowiedziawszy się, że Siegel wraz ze swoimi oddziałami rozbił obozowisko pod Carthage nocą 4 lipca 1861 roku gubernator Jackson objął dowództwo oddziałów gwardii stanowej Missouri i sformułował plan ataku na siły Unii, nad którymi miał znaczącą przewagę liczebną. Następnego ranka Jackson zbliżył się do pozycji Siegela, ustanowił linię frontu na grani kilkanaście kilometrów od Carthage i sprowokował Siegela do ataku. Siegel otworzył ogniem artyleryjskim, a następnie zaatakował piechotą. 
Wówczas jednak zauważył w lesie na swojej lewej flance dużą liczbę Konfederatów, którzy w rzeczywistości byli nieuzbrojonymi rekrutami, i obawiając się, że zostanie oskrzydlony wycofał się. Walcząca po stronie Konfederacji stanowa gwardia Missouri podążyła za nim do ataku, jednak Siegel skutecznie osłaniał tyły. Do wieczora Siegel wycofał się do Carthage, a pod osłoną nocy dalej do Sarcoxie.